# Neoscona theisi triangulifera
Neoscona theisi là một phân loài nhện trong họ Araneidae.
Loài này thuộc chi Neoscona. Neoscona theisi triangulifera được Tord Tamerlan Teodor Thorell miêu tả năm 1878.

## Hình ảnh

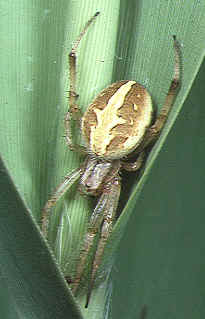
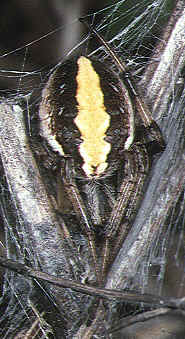
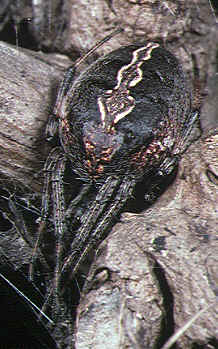
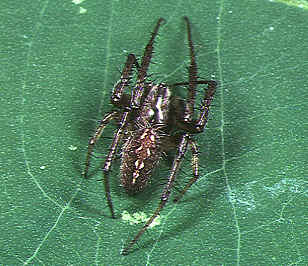